# Geografia de Malawi

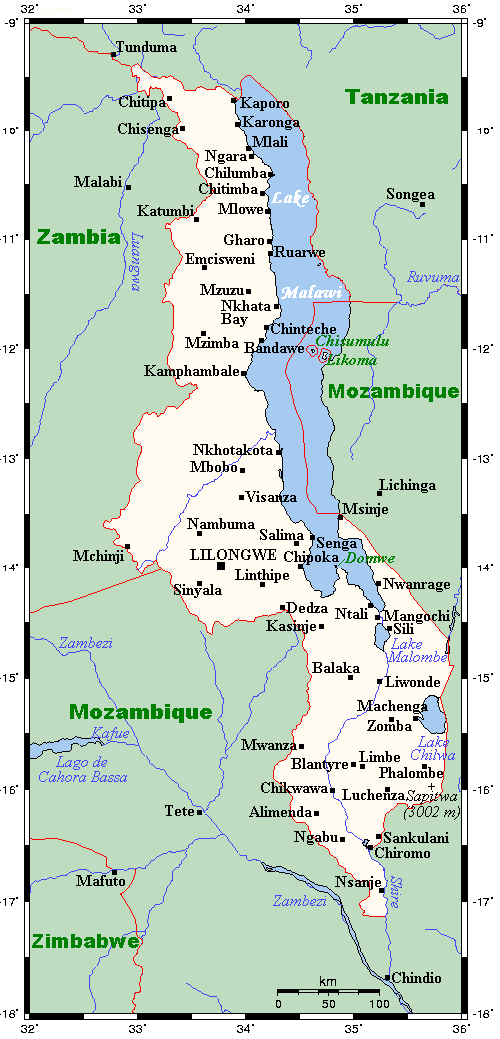
Ciutats, pobles i viles més grans de Malawi

Ubicació de Malawi

Malawi és un estat sense litoral al sud-est d'Àfrica. Està ubicat en la seva totalitat dins els tròpics; des d'uns 9°30S al seu punt més septentrional fins a uns 17°S a l'extrem més meridional (entre les latituds 9° i 18° S i les longituds 32° i 36° E). El país ocupa una fina franja de terra entre Zàmbia i Moçambic, que s'estén cap al sud fins a Moçambic al llarg de la vall del riu Shire. Al nord i al nord-est també comparteix frontera amb Tanzània. Malawi està connectat per ferrocarril amb els ports de Moçambic de Nacala i Beira.
La Gran Vall del Rift recorre el país de nord a sud. El llac Malawi es troba dins de la vall del rift, que representa més de tres quartes parts del límit oriental de Malawi. El riu Shire baixa per la vall del rift des de l'extrem sud del llac per unir-se al riu Zambezi més al sud a Moçambic.
Altiplans i muntanyes es troben a l'est i a l'oest de la vall del Rift. L'altiplà de Nyika es troba a l'oest del llac Malawi, al nord del país. Les terres altes de Shire es troben al sud de Malawi, a l'est de la vall del rift i del riu Shire i al sud del llac Malawi. Els cims de les muntanyes de Zomba i Mulanje s'eleven des de les terres altes fins a altures respectives de 2.100 i 3.000 metres.
Malawi té dos llocs inclosos a la llista del Patrimoni Mundial de la UNESCO. El Parc Nacional del Llac Malawi va ser inclòs per primera vegada el 1984 i l'Àrea d'art rupestre de Chongoni va ser introduïda al llistat el 2006. El clima de Malawi és càlid a les zones baixes del sud del país i temperat a les terres altes del nord.

## Geografia

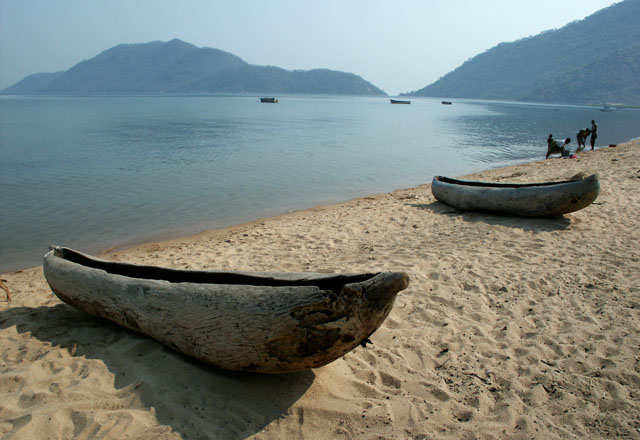
Dues petites canoes a la vora del llac Malawi

La Gran Vall del Rift travessa el país de nord a sud. En aquesta profunda falla hi trobem el llac Malawi (també anomenat llac Nyasa), el tercer llac més gran de l'Àfrica, que comprèn aproximadament el 25% de la superfície de Malawi. El llac Malawi de vegades s'anomena llac Calendar, ja que és uns 587 km (365 mi) llarg i 84 km (52 mi) ample. La superfície del llac Malawi es troba a 460 m (1,500 ft) sobre el nivell del mar, amb una profunditat màxima de 700 m (2,300 ft), el que significa que el fons del llac supera 210 m (700 ft) sota el nivell del mar en alguns punts. El riu Shire flueix des de l'extrem sud del llac i s'uneix al riu Zambezi 400 km (250 mi) al sud de Moçambic.
A l'oest de la Gran Vall del Rift, la terra forma alts altiplans, amb unes altituds que generalment es mouen de 910 a 1,220 m (3,000 a 4,000 ft) sobre el nivell del mar. Al nord, les terres altes de Nyika s'eleven fins a 2,400 m (8,000 ft) . La zona a l'oest del llac al nord i centre de Malawi ha estat classificada pel Fons Mundial per a la Vida Silvestre com a part de l'ecoregió de boscos de miombo del Zambeze Central.
Al sud del llac s'hi troben les terres altes de Shire, amb una elevació de 600–1,600 m (2,000–5,200 ft), pujant a cotes de 2,130 i 3,002 m (6,988 i 9,849 ft) a l' altiplà de Zomba i al massís de Mulanje respectivament. La serralada Kirk es troba a l'oest de Shire i forma la frontera amb Moçambic. En el seu tram mitjà entre Chigaru i Chikwawa, el riu Shire cau gairebé 400 m (1,300 ft) al llarg de 50 km de gorges, ràpids i cascades. A l'extrem sud, Shire entra a les terres baixes de Zambezi, i l'elevació és de només 60–90 m (200–300 ft) sobre el nivell del mar.
Malawi té cinc parcs nacionals :
- Parc Nacional de Cap Maclear
- Parc Nacional de Kasungu
- Parc Nacional de Lengwe
- Parc Nacional de Liwonde
- Parc Nacional de Nyika

## Clima
El clima de Malawi és en general tropical; l'altitud del país modera el que, d'altra manera seria un clima equatorial. Entre novembre i abril la temperatura és càlida amb pluges equatorials i tempestes, i les tempestes assoleixen la seva intensitat màxima a finals de març. Després de març, les pluges disminueixen ràpidament i de maig a setembre suren boires humides des de les terres altes cap als altiplans, gairebé sense pluja durant aquests mesos.
Hi ha un clima calorós i humit de setembre a abril al llarg del llac i a la baixa vall de Shire, amb un màxim diürn mitjà al voltant 27 a 29 °C (80.6 a 84.2 °F). Lilongwe també és càlid i humit durant aquests mesos, encara que molt menys que al sud. La resta del país és càlid durant aquests mesos amb una temperatura màxima durant el dia al voltant 25 °C (77 °F) . De juny a agost, les zones del llac i el sud són còmodament càlides, amb un màxim diürn d'uns 23 °C (73.4 °F), però la resta de Malawi pot fer fred a la nit, amb temperatures que oscil·len entre 10–14 °C (50.0–57.2 °F) . Les zones d'altitud com Mulanje i Nyika solen ser fredes a la nit (al voltant 6–8 °C o 42.8–46.4 °F ) durant els mesos de juny i juliol.
Karonga a l'extrem nord mostra poca variació de temperatura amb la temperatura màxima diürna que es manté al voltant 25 a 26 °C (77.0 a 78.8 °F) durant tot l'any, però és inusual perquè l'abril i el maig són les èpoques més plujoses de l'any a causa de l'enfortiment dels vents del sud al llarg del llac.
| Dades climàtiques a Lilongwe (extremes 1981–present) | Dades climàtiques a Lilongwe (extremes 1981–present) | Dades climàtiques a Lilongwe (extremes 1981–present) | Dades climàtiques a Lilongwe (extremes 1981–present) | Dades climàtiques a Lilongwe (extremes 1981–present) | Dades climàtiques a Lilongwe (extremes 1981–present) | Dades climàtiques a Lilongwe (extremes 1981–present) | Dades climàtiques a Lilongwe (extremes 1981–present) | Dades climàtiques a Lilongwe (extremes 1981–present) | Dades climàtiques a Lilongwe (extremes 1981–present) | Dades climàtiques a Lilongwe (extremes 1981–present) | Dades climàtiques a Lilongwe (extremes 1981–present) | Dades climàtiques a Lilongwe (extremes 1981–present) | Dades climàtiques a Lilongwe (extremes 1981–present) |
| Mes                                                  | gen                                                  | febr                                                 | març                                                 | abr                                                  | maig                                                 | juny                                                 | jul                                                  | ag                                                   | set                                                  | oct                                                  | nov                                                  | des                                                  | anual                                                |
| ---------------------------------------------------- | ---------------------------------------------------- | ---------------------------------------------------- | ---------------------------------------------------- | ---------------------------------------------------- | ---------------------------------------------------- | ---------------------------------------------------- | ---------------------------------------------------- | ---------------------------------------------------- | ---------------------------------------------------- | ---------------------------------------------------- | ---------------------------------------------------- | ---------------------------------------------------- | ---------------------------------------------------- |
| Màxima rècord °C (°F)                                | 32.5 (90.5)                                          | 31.2 (88.2)                                          | 30.2 (86.4)                                          | 30.5 (86.9)                                          | 31.5 (88.7)                                          | 28.0 (82.4)                                          | 29.2 (84.6)                                          | 29.5 (85.1)                                          | 33.1 (91.6)                                          | 34.5 (94.1)                                          | 34.2 (93.6)                                          | 32.4 (90.3)                                          | 34.5 (94.1)                                          |
| Màxima mitjana °C (°F)                               | 24.8 (76.6)                                          | 24.9 (76.8)                                          | 24.7 (76.5)                                          | 24.7 (76.5)                                          | 23.2 (73.8)                                          | 22.0 (71.6)                                          | 21.4 (70.5)                                          | 22.6 (72.7)                                          | 25.9 (78.6)                                          | 27.4 (81.3)                                          | 27.3 (81.1)                                          | 25.6 (78.1)                                          | 24.6 (76.3)                                          |
| Mitjana diària °C (°F)                               | 21.2 (70.2)                                          | 21.1 (70)                                            | 21.1 (70)                                            | 20.2 (68.4)                                          | 18.3 (64.9)                                          | 16.2 (61.2)                                          | 16.1 (61)                                            | 17.3 (63.1)                                          | 20.6 (69.1)                                          | 22.4 (72.3)                                          | 22.9 (73.2)                                          | 21.8 (71.2)                                          | 19.8 (67.6)                                          |
| Mínima mitjana °C (°F)                               | 18.2 (64.8)                                          | 17.7 (63.9)                                          | 17.3 (63.1)                                          | 15.8 (60.4)                                          | 13.1 (55.6)                                          | 10.1 (50.2)                                          | 9.9 (49.8)                                           | 11.1 (52)                                            | 13.8 (56.8)                                          | 16.8 (62.2)                                          | 18.5 (65.3)                                          | 18.3 (64.9)                                          | 15.1 (59.2)                                          |
| Mínima rècord °C (°F)                                | 11.8 (53.2)                                          | 11.7 (53.1)                                          | 11.3 (52.3)                                          | 8.1 (46.6)                                           | 3.0 (37.4)                                           | 0.5 (32.9)                                           | 0.1 (32.2)                                           | 1.4 (34.5)                                           | 5.1 (41.2)                                           | 7.9 (46.2)                                           | 10.0 (50)                                            | 11.8 (53.2)                                          | 0.1 (32.2)                                           |
| Precipitació mitjana mm (polzades)                   | 223 (8.78)                                           | 187 (7.36)                                           | 128 (5.04)                                           | 44 (1.73)                                            | 12 (0.47)                                            | 1 (0.04)                                             | 0 (0)                                                | 0 (0)                                                | 1 (0.04)                                             | 10 (0.39)                                            | 63 (2.48)                                            | 199 (7.83)                                           | 869 (34.21)                                          |
| Mitjana de dies de precipitació (≥ 0.1 mm)           | 18                                                   | 16                                                   | 15                                                   | 8                                                    | 4                                                    | 1                                                    | 1                                                    | 1                                                    | 0                                                    | 2                                                    | 8                                                    | 17                                                   | 91                                                   |
| Humitat relativa mitjana (%)                         | 83                                                   | 83                                                   | 82                                                   | 78                                                   | 74                                                   | 69                                                   | 65                                                   | 60                                                   | 52                                                   | 53                                                   | 62                                                   | 78                                                   | 69                                                   |
| Mitjana mensual d'hores de sol                       | 136.4                                                | 144.1                                                | 170.5                                                | 213.0                                                | 263.5                                                | 243.0                                                | 241.8                                                | 263.5                                                | 294.0                                                | 282.1                                                | 234.0                                                | 139.5                                                | 2.625,4                                              |
| Mitjana diària d'hores de sol                        | 4.4                                                  | 5.1                                                  | 5.5                                                  | 7.1                                                  | 8.5                                                  | 8.1                                                  | 7.8                                                  | 8.5                                                  | 9.8                                                  | 9.1                                                  | 7.8                                                  | 4.5                                                  | 7.2                                                  |
| Font #1: Deutscher Wetterdienst                      |                                                      |                                                      |                                                      |                                                      |                                                      |                                                      |                                                      |                                                      |                                                      |                                                      |                                                      |                                                      |                                                      |
| Font #2: Meteo Climat (record highs and lows)        |                                                      |                                                      |                                                      |                                                      |                                                      |                                                      |                                                      |                                                      |                                                      |                                                      |                                                      |                                                      |                                                      |

| Dades climàtiques a Blantyre (Chileka International Airport) 1961–1990, extremes 1939–present | Dades climàtiques a Blantyre (Chileka International Airport) 1961–1990, extremes 1939–present | Dades climàtiques a Blantyre (Chileka International Airport) 1961–1990, extremes 1939–present | Dades climàtiques a Blantyre (Chileka International Airport) 1961–1990, extremes 1939–present | Dades climàtiques a Blantyre (Chileka International Airport) 1961–1990, extremes 1939–present | Dades climàtiques a Blantyre (Chileka International Airport) 1961–1990, extremes 1939–present | Dades climàtiques a Blantyre (Chileka International Airport) 1961–1990, extremes 1939–present | Dades climàtiques a Blantyre (Chileka International Airport) 1961–1990, extremes 1939–present | Dades climàtiques a Blantyre (Chileka International Airport) 1961–1990, extremes 1939–present | Dades climàtiques a Blantyre (Chileka International Airport) 1961–1990, extremes 1939–present | Dades climàtiques a Blantyre (Chileka International Airport) 1961–1990, extremes 1939–present | Dades climàtiques a Blantyre (Chileka International Airport) 1961–1990, extremes 1939–present | Dades climàtiques a Blantyre (Chileka International Airport) 1961–1990, extremes 1939–present | Dades climàtiques a Blantyre (Chileka International Airport) 1961–1990, extremes 1939–present |
| Mes                                                                                           | gen                                                                                           | febr                                                                                          | març                                                                                          | abr                                                                                           | maig                                                                                          | juny                                                                                          | jul                                                                                           | ag                                                                                            | set                                                                                           | oct                                                                                           | nov                                                                                           | des                                                                                           | anual                                                                                         |
| --------------------------------------------------------------------------------------------- | --------------------------------------------------------------------------------------------- | --------------------------------------------------------------------------------------------- | --------------------------------------------------------------------------------------------- | --------------------------------------------------------------------------------------------- | --------------------------------------------------------------------------------------------- | --------------------------------------------------------------------------------------------- | --------------------------------------------------------------------------------------------- | --------------------------------------------------------------------------------------------- | --------------------------------------------------------------------------------------------- | --------------------------------------------------------------------------------------------- | --------------------------------------------------------------------------------------------- | --------------------------------------------------------------------------------------------- | --------------------------------------------------------------------------------------------- |
| Màxima rècord °C (°F)                                                                         | 36.7 (98.1)                                                                                   | 37.4 (99.3)                                                                                   | 38.3 (100.9)                                                                                  | 33.8 (92.8)                                                                                   | 33.7 (92.7)                                                                                   | 31.7 (89.1)                                                                                   | 38.0 (100.4)                                                                                  | 33.3 (91.9)                                                                                   | 38.6 (101.5)                                                                                  | 39.5 (103.1)                                                                                  | 39.5 (103.1)                                                                                  | 36.5 (97.7)                                                                                   | 39.5 (103.1)                                                                                  |
| Màxima mitjana °C (°F)                                                                        | 28.4 (83.1)                                                                                   | 28.3 (82.9)                                                                                   | 27.8 (82)                                                                                     | 27.2 (81)                                                                                     | 25.9 (78.6)                                                                                   | 24.1 (75.4)                                                                                   | 23.9 (75)                                                                                     | 26.1 (79)                                                                                     | 29.2 (84.6)                                                                                   | 31.3 (88.3)                                                                                   | 30.7 (87.3)                                                                                   | 29.2 (84.6)                                                                                   | 27.7 (81.9)                                                                                   |
| Mitjana diària °C (°F)                                                                        | 23.5 (74.3)                                                                                   | 23.4 (74.1)                                                                                   | 23.2 (73.8)                                                                                   | 22.2 (72)                                                                                     | 20.3 (68.5)                                                                                   | 18.5 (65.3)                                                                                   | 18.4 (65.1)                                                                                   | 20.0 (68)                                                                                     | 23.1 (73.6)                                                                                   | 25.0 (77)                                                                                     | 25.0 (77)                                                                                     | 24.0 (75.2)                                                                                   | 22.2 (72)                                                                                     |
| Mínima mitjana °C (°F)                                                                        | 20.1 (68.2)                                                                                   | 19.9 (67.8)                                                                                   | 19.3 (66.7)                                                                                   | 17.9 (64.2)                                                                                   | 15.6 (60.1)                                                                                   | 13.6 (56.5)                                                                                   | 13.3 (55.9)                                                                                   | 14.5 (58.1)                                                                                   | 17.1 (62.8)                                                                                   | 19.5 (67.1)                                                                                   | 20.3 (68.5)                                                                                   | 20.2 (68.4)                                                                                   | 17.6 (63.7)                                                                                   |
| Mínima rècord °C (°F)                                                                         | 10.2 (50.4)                                                                                   | 14.0 (57.2)                                                                                   | 15.8 (60.4)                                                                                   | 9.6 (49.3)                                                                                    | 9.1 (48.4)                                                                                    | 6.0 (42.8)                                                                                    | 9.0 (48.2)                                                                                    | 10.0 (50)                                                                                     | 7.6 (45.7)                                                                                    | 9.5 (49.1)                                                                                    | 11.6 (52.9)                                                                                   | 14.0 (57.2)                                                                                   | 6.0 (42.8)                                                                                    |
| Precipitació mitjana mm (polzades)                                                            | 198.0 (7.795)                                                                                 | 181.4 (7.142)                                                                                 | 152.0 (5.984)                                                                                 | 45.9 (1.807)                                                                                  | 9.9 (0.39)                                                                                    | 2.1 (0.083)                                                                                   | 2.4 (0.094)                                                                                   | 1.2 (0.047)                                                                                   | 3.5 (0.138)                                                                                   | 29.2 (1.15)                                                                                   | 93.0 (3.661)                                                                                  | 178.0 (7.008)                                                                                 | 896.6 (35.299)                                                                                |
| Mitjana de dies de precipitació (≥ 0.3 mm)                                                    | 16                                                                                            | 14                                                                                            | 12                                                                                            | 6                                                                                             | 2                                                                                             | 2                                                                                             | 2                                                                                             | 1                                                                                             | 2                                                                                             | 4                                                                                             | 8                                                                                             | 14                                                                                            | 83                                                                                            |
| Humitat relativa mitjana (%)                                                                  | 79                                                                                            | 80                                                                                            | 78                                                                                            | 75                                                                                            | 69                                                                                            | 66                                                                                            | 64                                                                                            | 50                                                                                            | 52                                                                                            | 53                                                                                            | 61                                                                                            | 75                                                                                            | 67                                                                                            |
| Mitjana mensual d'hores de sol                                                                | 198.4                                                                                         | 182.0                                                                                         | 217.0                                                                                         | 237.0                                                                                         | 260.4                                                                                         | 237.0                                                                                         | 232.3                                                                                         | 260.4                                                                                         | 270.0                                                                                         | 275.9                                                                                         | 228.0                                                                                         | 198.4                                                                                         | 2.797                                                                                         |
| Mitjana diària d'hores de sol                                                                 | 6.4                                                                                           | 6.5                                                                                           | 7.0                                                                                           | 7.9                                                                                           | 8.4                                                                                           | 7.9                                                                                           | 7.5                                                                                           | 8.4                                                                                           | 9.0                                                                                           | 8.9                                                                                           | 7.6                                                                                           | 6.4                                                                                           | 7.7                                                                                           |
| Font #1: NOAA                                                                                 |                                                                                               |                                                                                               |                                                                                               |                                                                                               |                                                                                               |                                                                                               |                                                                                               |                                                                                               |                                                                                               |                                                                                               |                                                                                               |                                                                                               |                                                                                               |
| Font #2: Meteo Climat (record highs and lows)                                                 |                                                                                               |                                                                                               |                                                                                               |                                                                                               |                                                                                               |                                                                                               |                                                                                               |                                                                                               |                                                                                               |                                                                                               |                                                                                               |                                                                                               |                                                                                               |

| Dades climàtiques a Karonga (1961-1990 normals) | Dades climàtiques a Karonga (1961-1990 normals) | Dades climàtiques a Karonga (1961-1990 normals) | Dades climàtiques a Karonga (1961-1990 normals) | Dades climàtiques a Karonga (1961-1990 normals) | Dades climàtiques a Karonga (1961-1990 normals) | Dades climàtiques a Karonga (1961-1990 normals) | Dades climàtiques a Karonga (1961-1990 normals) | Dades climàtiques a Karonga (1961-1990 normals) | Dades climàtiques a Karonga (1961-1990 normals) | Dades climàtiques a Karonga (1961-1990 normals) | Dades climàtiques a Karonga (1961-1990 normals) | Dades climàtiques a Karonga (1961-1990 normals) | Dades climàtiques a Karonga (1961-1990 normals) |
| Mes                                             | gen                                             | febr                                            | març                                            | abr                                             | maig                                            | juny                                            | jul                                             | ag                                              | set                                             | oct                                             | nov                                             | des                                             | anual                                           |
| ----------------------------------------------- | ----------------------------------------------- | ----------------------------------------------- | ----------------------------------------------- | ----------------------------------------------- | ----------------------------------------------- | ----------------------------------------------- | ----------------------------------------------- | ----------------------------------------------- | ----------------------------------------------- | ----------------------------------------------- | ----------------------------------------------- | ----------------------------------------------- | ----------------------------------------------- |
| Màxima mitjana °C (°F)                          | 29.6 (85.3)                                     | 29.6 (85.3)                                     | 29.3 (84.7)                                     | 29.0 (84.2)                                     | 28.7 (83.7)                                     | 27.6 (81.7)                                     | 27.3 (81.1)                                     | 28.3 (82.9)                                     | 30.6 (87.1)                                     | 32.5 (90.5)                                     | 32.4 (90.3)                                     | 30.5 (86.9)                                     | 29.6 (85.3)                                     |
| Mitjana diària °C (°F)                          | 24.9 (76.8)                                     | 25.0 (77)                                       | 24.7 (76.5)                                     | 24.6 (76.3)                                     | 23.6 (74.5)                                     | 22.2 (72)                                       | 21.7 (71.1)                                     | 22.4 (72.3)                                     | 24.3 (75.7)                                     | 26.4 (79.5)                                     | 27.0 (80.6)                                     | 25.7 (78.3)                                     | 24.4 (75.9)                                     |
| Mínima mitjana °C (°F)                          | 21.8 (71.2)                                     | 21.7 (71.1)                                     | 21.5 (70.7)                                     | 21.3 (70.3)                                     | 19.9 (67.8)                                     | 17.9 (64.2)                                     | 17.0 (62.6)                                     | 17.6 (63.7)                                     | 19.4 (66.9)                                     | 21.9 (71.4)                                     | 23.0 (73.4)                                     | 22.4 (72.3)                                     | 20.4 (68.7)                                     |
| Precipitació mitjana mm (polzades)              | 132.3 (5.209)                                   | 120.0 (4.724)                                   | 206.0 (8.11)                                    | 130.0 (5.118)                                   | 19.4 (0.764)                                    | 0.8 (0.031)                                     | 0.8 (0.031)                                     | 0.3 (0.012)                                     | 0.0 (0)                                         | 1.3 (0.051)                                     | 39.4 (1.551)                                    | 149.0 (5.866)                                   | 799.3 (31.469)                                  |
| Humitat relativa mitjana (%)                    | 79                                              | 80                                              | 82                                              | 80                                              | 74                                              | 66                                              | 65                                              | 64                                              | 60                                              | 56                                              | 62                                              | 75                                              | 70                                              |
| Mitjana mensual d'hores de sol                  | 176.7                                           | 170.8                                           | 207.7                                           | 222.0                                           | 254.2                                           | 264.0                                           | 285.2                                           | 306.9                                           | 306.0                                           | 319.3                                           | 273.0                                           | 213.9                                           | 2.999,7                                         |
| Mitjana diària d'hores de sol                   | 5.7                                             | 6.1                                             | 6.7                                             | 7.4                                             | 8.2                                             | 8.8                                             | 9.2                                             | 9.9                                             | 10.2                                            | 10.3                                            | 9.1                                             | 6.9                                             | 8.2                                             |
| Font: NOAA                                      |                                                 |                                                 |                                                 |                                                 |                                                 |                                                 |                                                 |                                                 |                                                 |                                                 |                                                 |                                                 |                                                 |

| Dades climàtiques a Chitipa (1961–1990 normals) | Dades climàtiques a Chitipa (1961–1990 normals) | Dades climàtiques a Chitipa (1961–1990 normals) | Dades climàtiques a Chitipa (1961–1990 normals) | Dades climàtiques a Chitipa (1961–1990 normals) | Dades climàtiques a Chitipa (1961–1990 normals) | Dades climàtiques a Chitipa (1961–1990 normals) | Dades climàtiques a Chitipa (1961–1990 normals) | Dades climàtiques a Chitipa (1961–1990 normals) | Dades climàtiques a Chitipa (1961–1990 normals) | Dades climàtiques a Chitipa (1961–1990 normals) | Dades climàtiques a Chitipa (1961–1990 normals) | Dades climàtiques a Chitipa (1961–1990 normals) | Dades climàtiques a Chitipa (1961–1990 normals) |
| Mes                                             | gen                                             | febr                                            | març                                            | abr                                             | maig                                            | juny                                            | jul                                             | ag                                              | set                                             | oct                                             | nov                                             | des                                             | anual                                           |
| ----------------------------------------------- | ----------------------------------------------- | ----------------------------------------------- | ----------------------------------------------- | ----------------------------------------------- | ----------------------------------------------- | ----------------------------------------------- | ----------------------------------------------- | ----------------------------------------------- | ----------------------------------------------- | ----------------------------------------------- | ----------------------------------------------- | ----------------------------------------------- | ----------------------------------------------- |
| Màxima mitjana °C (°F)                          | 26.2 (79.2)                                     | 26.4 (79.5)                                     | 26.1 (79)                                       | 25.6 (78.1)                                     | 24.8 (76.6)                                     | 23.7 (74.7)                                     | 23.5 (74.3)                                     | 24.9 (76.8)                                     | 27.7 (81.9)                                     | 29.9 (85.8)                                     | 29.6 (85.3)                                     | 27.0 (80.6)                                     | 26.3 (79.3)                                     |
| Mitjana diària °C (°F)                          | 20.4 (68.7)                                     | 20.4 (68.7)                                     | 20.5 (68.9)                                     | 19.9 (67.8)                                     | 18.7 (65.7)                                     | 17.2 (63)                                       | 16.8 (62.2)                                     | 18.2 (64.8)                                     | 20.8 (69.4)                                     | 22.9 (73.2)                                     | 22.8 (73)                                       | 20.9 (69.6)                                     | 20.0 (68)                                       |
| Mínima mitjana °C (°F)                          | 17.1 (62.8)                                     | 17.1 (62.8)                                     | 17.2 (63)                                       | 16.9 (62.4)                                     | 15.1 (59.2)                                     | 12.9 (55.2)                                     | 12.5 (54.5)                                     | 13.7 (56.7)                                     | 15.9 (60.6)                                     | 17.7 (63.9)                                     | 18.3 (64.9)                                     | 17.6 (63.7)                                     | 16.0 (60.8)                                     |
| Precipitació mitjana mm (polzades)              | 204.8 (8.063)                                   | 216.0 (8.504)                                   | 192.0 (7.559)                                   | 56.6 (2.228)                                    | 7.5 (0.295)                                     | 0.6 (0.024)                                     | 0.8 (0.031)                                     | 0.0 (0)                                         | 0.7 (0.028)                                     | 6.0 (0.236)                                     | 78.8 (3.102)                                    | 224.0 (8.819)                                   | 987.8 (38.89)                                   |
| Mitjana de dies de precipitació (≥ 0.3 mm)      | 21                                              | 19                                              | 19                                              | 10                                              | 3                                               | 2                                               | 2                                               | 1                                               | 1                                               | 2                                               | 7                                               | 20                                              | 107                                             |
| Humitat relativa mitjana (%)                    | 83                                              | 84                                              | 84                                              | 82                                              | 77                                              | 73                                              | 70                                              | 63                                              | 55                                              | 57                                              | 61                                              | 79                                              | 72                                              |
| Mitjana mensual d'hores de sol                  | 142.6                                           | 137.2                                           | 173.6                                           | 213.0                                           | 260.4                                           | 282.0                                           | 300.7                                           | 310.0                                           | 297.0                                           | 291.4                                           | 234.0                                           | 167.4                                           | 2.809,3                                         |
| Mitjana diària d'hores de sol                   | 4.6                                             | 4.9                                             | 5.6                                             | 7.1                                             | 8.4                                             | 9.4                                             | 9.7                                             | 10.0                                            | 9.9                                             | 9.4                                             | 7.8                                             | 5.4                                             | 7.7                                             |
| Font: NOAA                                      |                                                 |                                                 |                                                 |                                                 |                                                 |                                                 |                                                 |                                                 |                                                 |                                                 |                                                 |                                                 |                                                 |

| Dades climàtiques a Nkhata Bay, Malawi (1961–1990 normals) | Dades climàtiques a Nkhata Bay, Malawi (1961–1990 normals) | Dades climàtiques a Nkhata Bay, Malawi (1961–1990 normals) | Dades climàtiques a Nkhata Bay, Malawi (1961–1990 normals) | Dades climàtiques a Nkhata Bay, Malawi (1961–1990 normals) | Dades climàtiques a Nkhata Bay, Malawi (1961–1990 normals) | Dades climàtiques a Nkhata Bay, Malawi (1961–1990 normals) | Dades climàtiques a Nkhata Bay, Malawi (1961–1990 normals) | Dades climàtiques a Nkhata Bay, Malawi (1961–1990 normals) | Dades climàtiques a Nkhata Bay, Malawi (1961–1990 normals) | Dades climàtiques a Nkhata Bay, Malawi (1961–1990 normals) | Dades climàtiques a Nkhata Bay, Malawi (1961–1990 normals) | Dades climàtiques a Nkhata Bay, Malawi (1961–1990 normals) | Dades climàtiques a Nkhata Bay, Malawi (1961–1990 normals) |
| Mes                                                        | gen                                                        | febr                                                       | març                                                       | abr                                                        | maig                                                       | juny                                                       | jul                                                        | ag                                                         | set                                                        | oct                                                        | nov                                                        | des                                                        | anual                                                      |
| ---------------------------------------------------------- | ---------------------------------------------------------- | ---------------------------------------------------------- | ---------------------------------------------------------- | ---------------------------------------------------------- | ---------------------------------------------------------- | ---------------------------------------------------------- | ---------------------------------------------------------- | ---------------------------------------------------------- | ---------------------------------------------------------- | ---------------------------------------------------------- | ---------------------------------------------------------- | ---------------------------------------------------------- | ---------------------------------------------------------- |
| Màxima mitjana °C (°F)                                     | 28.8 (83.8)                                                | 28.9 (84)                                                  | 28.8 (83.8)                                                | 28.6 (83.5)                                                | 27.3 (81.1)                                                | 25.8 (78.4)                                                | 25.5 (77.9)                                                | 26.6 (79.9)                                                | 28.7 (83.7)                                                | 30.2 (86.4)                                                | 30.4 (86.7)                                                | 29.2 (84.6)                                                | 28.2 (82.8)                                                |
| Mitjana diària °C (°F)                                     | 24.7 (76.5)                                                | 24.7 (76.5)                                                | 24.4 (75.9)                                                | 23.9 (75)                                                  | 22.1 (71.8)                                                | 20.3 (68.5)                                                | 19.9 (67.8)                                                | 20.8 (69.4)                                                | 22.8 (73)                                                  | 24.7 (76.5)                                                | 25.6 (78.1)                                                | 24.9 (76.8)                                                | 23.2 (73.8)                                                |
| Mínima mitjana °C (°F)                                     | 21.1 (70)                                                  | 21.1 (70)                                                  | 20.8 (69.4)                                                | 20.0 (68)                                                  | 17.9 (64.2)                                                | 15.7 (60.3)                                                | 15.2 (59.4)                                                | 15.6 (60.1)                                                | 17.4 (63.3)                                                | 19.8 (67.6)                                                | 21.2 (70.2)                                                | 21.3 (70.3)                                                | 18.9 (66)                                                  |
| Precipitació mitjana mm (polzades)                         | 224.2 (8.827)                                              | 200.7 (7.902)                                              | 358.0 (14.094)                                             | 283.0 (11.142)                                             | 134.0 (5.276)                                              | 37.2 (1.465)                                               | 32.5 (1.28)                                                | 5.2 (0.205)                                                | 3.2 (0.126)                                                | 14.0 (0.551)                                               | 118.0 (4.646)                                              | 247.0 (9.724)                                              | 1.657 (65,236)                                             |
| Mitjana de dies de precipitació (≥ 0.3 mm)                 | 19                                                         | 17                                                         | 20                                                         | 18                                                         | 10                                                         | 5                                                          | 4                                                          | 2                                                          | 1                                                          | 2                                                          | 8                                                          | 17                                                         | 123                                                        |
| Humitat relativa mitjana (%)                               | 84                                                         | 84                                                         | 85                                                         | 84                                                         | 81                                                         | 78                                                         | 75                                                         | 72                                                         | 69                                                         | 68                                                         | 75                                                         | 81                                                         | 78                                                         |
| Mitjana mensual d'hores de sol                             | 170.5                                                      | 159.6                                                      | 195.3                                                      | 192.0                                                      | 238.7                                                      | 237.0                                                      | 254.2                                                      | 288.3                                                      | 300.0                                                      | 313.1                                                      | 264.0                                                      | 201.5                                                      | 2.814,2                                                    |
| Mitjana diària d'hores de sol                              | 5.5                                                        | 5.7                                                        | 6.3                                                        | 6.4                                                        | 7.7                                                        | 7.9                                                        | 8.2                                                        | 9.3                                                        | 10.0                                                       | 10.1                                                       | 8.8                                                        | 6.5                                                        | 7.7                                                        |
| Font: NOAA                                                 |                                                            |                                                            |                                                            |                                                            |                                                            |                                                            |                                                            |                                                            |                                                            |                                                            |                                                            |                                                            |                                                            |

## Àrea
La superfície total del país és 118.484 km2, però això inclou 24.404 km2 de superfície d'aigua, que compren principalment pel llac Malawi, però hi ha altres llacs importants, com ara llac Malombe, el llac Chilwa i el llac Chiuta. La superfície terrestre és de 94.080 km².
El país està dominat pel llac Malawi, que desguassa al riu Zambezi a través del riu Shire. Com a resultat, tot el país, excepte un districte de l'est, forma part del sistema de drenatge de Zambezi. El llac Chiuta i la plana circumdant són drenats pel riu Lugenda, que forma part del sistema de drenatge del riu Ruvuma. El Llac Chilwa, uns 35 km al sud del llac Chiuta, és inusual ja que no té sortida encara que quan es desborda desemboca al llac Chiuta a través d'una plana pantanosa. Les altes taxes d'evaporació asseguren que el llac rarament s'omple: gran part del llac només té 1 metre de profunditat o menys.
Medi ambient – problemes actuals:
- desforestació
- degradació del sòl
- la contaminació de l'aigua per escorrentia agrícola, aigües residuals, residus industrials
- el rebliment de les zones de posta posa en perill les poblacions de peixos

Medi ambient – acords internacionals:Malawi ha signat i ratificat els acords següents:
- Biodiversitat,
- Canvi Climàtic
- Canvi Climàtic-Protocol de Kyoto
- Desertificació
- Espècies en perill d'extinció
- Modificació ambiental
- Residus perillosos
- Conservació de la vida marina
- Protecció de la capa d'ozó
- Contaminació dels vaixells
- Zones humides

A més a més, a signat però no ratificat:
- Llei del mar[11]

## Punts extrems
Aquesta és una llista dels punts extrems de Malawi, els punts que es troben més al nord, al sud, a l'est o a l'oest que qualsevol altre lloc.
- Punt més septentrional: el punt triple amb Tanzània i Zàmbia, ubicat a la regió Nord
- Punt més oriental: ubicació sense nom a la frontera amb Moçambic just al sud-oest del poble moçambicà de Buena-uzi, a la regió sud
- Punt més al sud: ubicació sense nom a la frontera amb Moçambic immediatament al nord-est del poble moçambicà de Jossene, a la regió sud
- Punt més occidental: ubicació sense nom a la frontera amb Zàmbia, just a l'est de la ciutat zambiana de Chipata, Regió Central